# (46053) Davidpatterson
(46053) Davidpatterson est un astéroïde de la ceinture principale.

## Description
(46053) Davidpatterson est un astéroïde de la ceinture principale. Il fut découvert le 21 février 2001 à l'observatoire Junk Bond par David Healy. Il présente une orbite caractérisée par un demi-grand axe de 2,14 UA, une excentricité de 0,09 et une inclinaison de 3,8° par rapport à l'écliptique.

## Compléments